# نوارت وارطانیان
نوارت پوغوسی وارطانیان (ارمنی: Նվարդ Պողոսի Վարդանյան؛ انگلیسی: Nvard Vardanyan؛ زادهٔ ۳ ژوئن ۱۹۴۰) مترجم و استاد دانشگاه اهل فرانسه-ارمنستان است.

## زندگی‌نامه
وی در ۳ ژوئن ۱۹۴۰ در مارسی به دنیا آمد و از دانشگاه دولتی ایروان فارغ‌التحصیل گشت. وی عضو اتحادیه نویسندگان ارمنستان می‌باشد. 